# Cristhian Loor
Cristhian Joel Loor Santamaría, mais conhecido como Cristhian Loor (La Concordia, 9 de março de 2006), é um futebolista equatoriano que atua como goleiro.  Atualmente, joga pelo Botafogo.

## Carreira

### Independiente del Valle
Loor foi promovido ao time principal do Independiente del Valle após representar o Equador no Campeonato Sul-Americano Sub-20, em fevereiro de 2025. Embora não tenha chegado a atuar pelo time principal, chegou a ser integrado ao elenco e convocado para partidas.No entanto, já havia sido inscrito em competições profissionais anteriormente, tendo feito parte do elenco campeão da Recopa Sul-Americana de 2023.

### Botafogo
Em 7 de junho de 2025, foi anunciada oficialmente sua contratação pelo Botafogo, com vínculo até o final de 2028.

## Seleção

### Categorias de base
Loor integrou o elenco do Equador no Campeonato Sul-Americano de Futebol Sub-17 de 2023, onde foi o goleiro titular e ajudou a seleção a conquistar o vice-campeonato.
Também fez parte dos grupos que disputaram a Copa do Mundo FIFA Sub-20 de 2023 e o Torneio Pré-Olímpico Sul-Americano Sub-23 de 2024.
Em 5 de janeiro de 2025, foi convocado para disputar o Campeonato Sul-Americano de Futebol Sub-20 de 2025, realizado na Venezuela.

## Títulos
Independiente del Valle
- Recopa Sul-Americana: 2023[2]